# Plectochorus taiwanensis
Plectochorus taiwanensis är en stekelart som beskrevs av Lee 1992. Plectochorus taiwanensis ingår i släktet Plectochorus och familjen brokparasitsteklar. Inga underarter finns listade i Catalogue of Life.